# Pennantrosella
De pennantrosella (Platycercus elegans) is een vogel uit de familie Psittaculidae (papegaaien van de Oude Wereld).

## Kenmerken
Een volwassen pennantrosella is overwegend helderrood met paarsblauwe delen op de wangen, vleugels en staart. Het rood op de rug en delen van de vleugels is zwart gevlekt. Veel veren zijn zwart met een rode rand waardoor ze er als schubben uitzien. De jonge vogels zijn overwegend groen met rode vlekken.

## Leefwijze
De pennantrosella voedt zich met gras- en onkruidzaden, die zij eenvoudigweg van de grond eten. Fruit in allerlei soorten worden geconsumeerd en zo kunnen ze schade toebrengen aan boomgaarden. In de tuinen en parken doen zij zich tegoed aan de bessen van meidoorn, dwergmispel en vuurdoorn, maar ook inheemse struiken in het wild nemen zij graag bessen op. In de hoge bomen, waar zij graag verblijven, vinden ze altijd wel bloemen waar zij zich voeden met nectar en pollen. Ook vinden ze tussen de boomtoppen insecten en larven die ze in behoorlijke hoeveelheden opnemen. Kroponderzoek heeft uitgewezen dat ze ook wel grit en houtskool opnemen.

## Voortplanting
De grootte van het legsel ligt doorgaans tussen de 4 en 7 eitjes. Na de leg van het derde ei begint het popje met broeden en na zo'n 20 dagen komen de eerste jongen uit. Na een periode van circa 35 dagen zijn de jongen vliegvlug. Het  voeren van de jongen wordt in het begin uitsluitend  door het vrouwtje gedaan. Wel komt de man op het nest om het popje te voeren, maar na een tijdje assisteert de man bij het voeren van de jongen. Na het uitvliegen blijven de jongen nog gedurende 7 weken bij de ouders. Daarna gaan ze weg van de ouders en houden ze zich in kleinere groepjes met jongen uit andere nesten.

## Verspreiding en leefgebied
De pennantrosella houdt zich graag op in de vochtiger gebieden van oostelijk en zuidoostelijk Australië. Het zijn beslist geen bewoners van woestijn- of savannegebieden. Ze komen voor in de half- tot geheel geboste gebieden. Uitzonderingen hierop komen ook voor. Ze houden van parken met afwisselende beplanting maar ook in de buitenwijken van de grotere plaatsen zijn ze te vinden.Ze zijn zelfs waargenomen in de dichte zeer vochtige wouden. Hun voorkeur gaat uit naar eucalyptusbossen. De gebieden die overlopen naar meer open landschap worden bewoond door de prachtrosella en zo leven deze twee soorten soms naast elkaar.
De soort telt zeven ondersoorten:
- P. e. nigrescens: noordoostelijk Queensland.
- P. e. filewoodi: oostelijk Queensland
- P. e. elegans: van het zuidoostelijk Queensland tot zuidoostelijk Zuid-Australië.
- P. e. melanopterus: Kangaroo Island.
- P. e. adelaidae: Mount Loftygebied (Zuid-Australië).
- P. e. subadelaidae: zuidelijk Flinderseiland, zuidoostelijk Zuid-Australië.
- P. e. flaveolus: Murrayrivier, zuidwestelijk New South Wales.

## Status
De grootte van de populatie is niet gekwantificeerd maar de soort wordt omschreven als algemeen tot zeer talrijk. Op de Rode lijst van de IUCN heeft deze soort de status niet bedreigd.